# Spatula querquedula
La cerceta carretona (Spatula querquedula) es una especie de ave anseriforme de la familia Anatidae que habita en el Viejo Mundo. Es un pato migratorio que cría en el norte de Eurasia y pasa el invierno en África, la región Indomalaya y Nueva Guinea. No se reconocen subespecies.

## Descripción

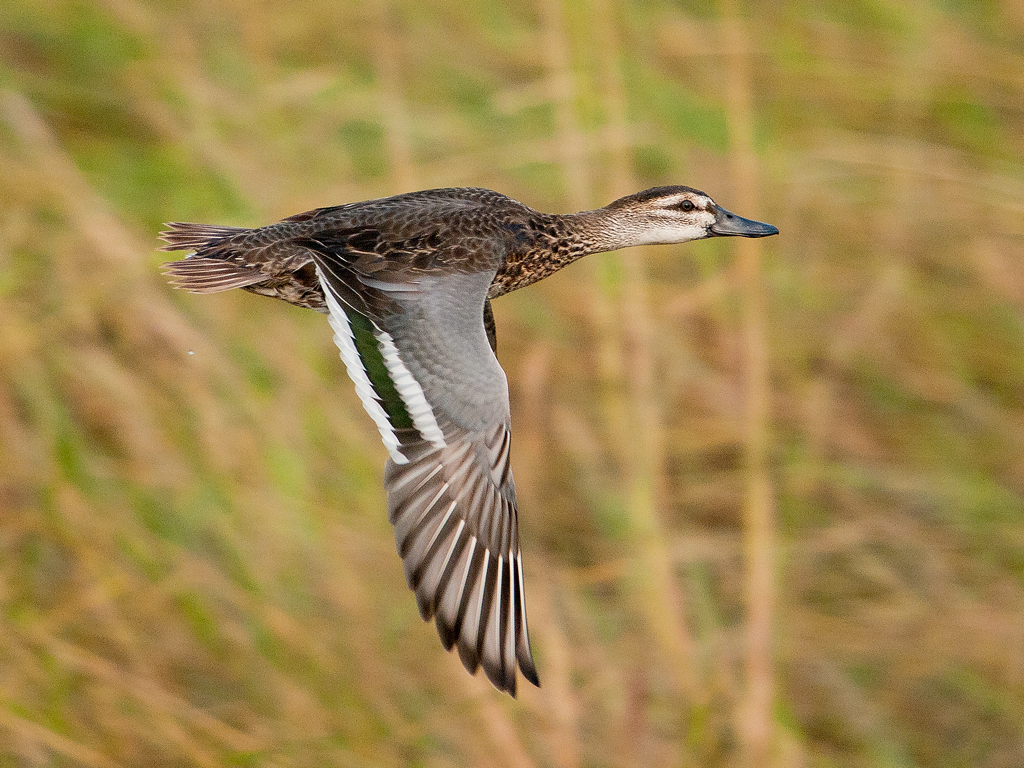
Macho en eclipse en vuelo, mostrando su espejuelo verde y blanco.

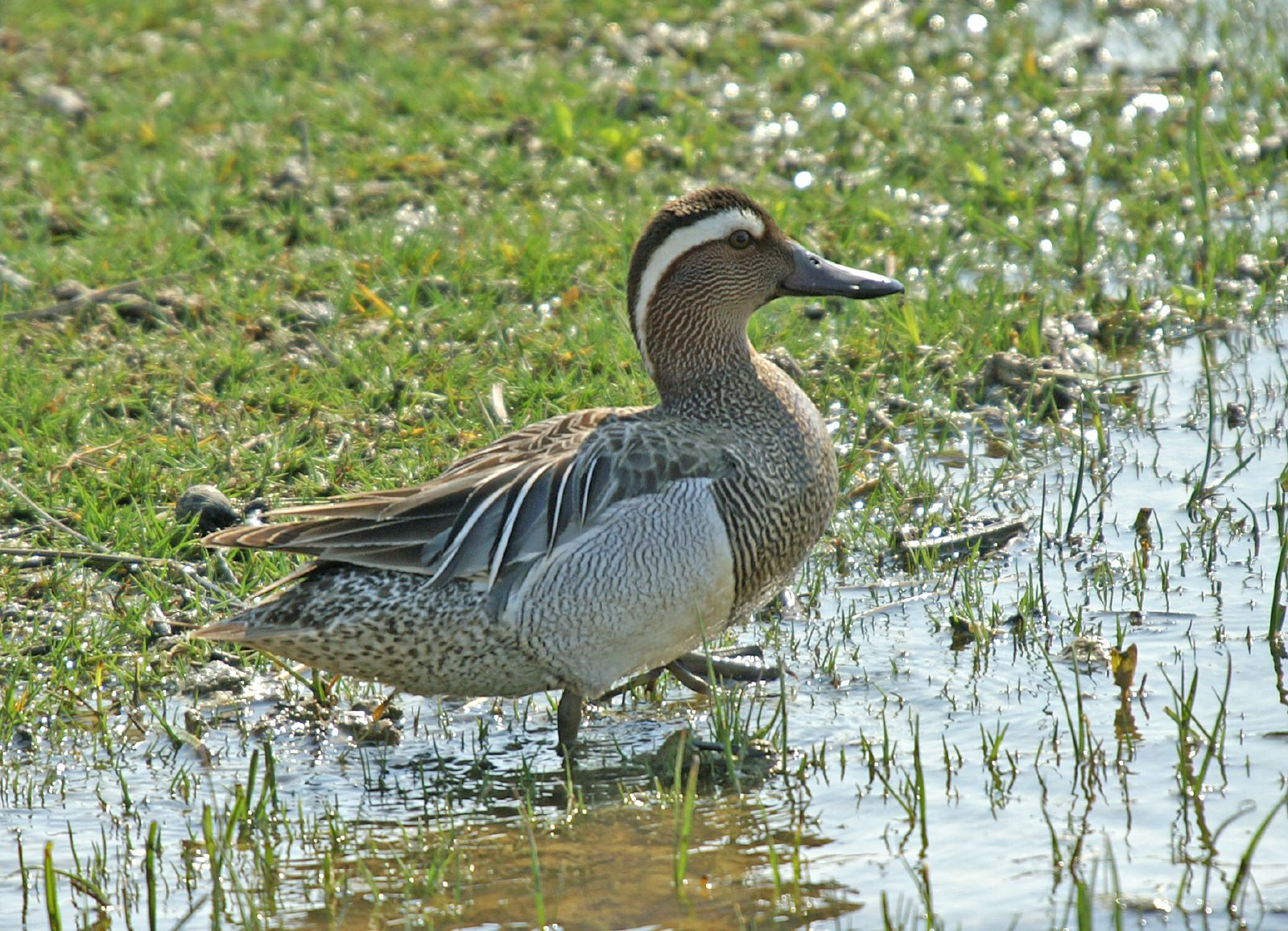
Macho con plumaje nupcial en el delta del Llobregat.

Mide entre 37 y 41 cm de largo. Es algo mayor que la cerceta común (Anas crecca) con el pico más largo y recto y la cola ligeramente más larga. , El plumaje reproductivo del macho es principalmente pardo grisáceo, con tonos castaños en las mejillas y pecho. Tiene una ancha banda blanca en forma de media luna que va del ojo hasta la nuca y el píleo oscuro. Sus flancos son de color gris mientras que su vientre es blanquecino moteado. Presenta plumas escapulares alargadas negras con bordes blancos y espejuelo verde flanqueado por dos bandas blancas blancas. Su pico es negruzco y patas grises. Las hembras son de tonos marrones veteados, con una lista superciliar más difusa y corta, y su espejuelo es pardo grisáceo con solo un ligero brillo verde. Su pico y patas son grises. Los machos en eclipse tienen un plumaje similar al de las hembras aunque con las coberteras de las alas grises azuladas y manteniendo el espejuelo verde.

## Distribución y hábitat
Esta especie de pato es eminentemente migratoria. La cerceta carretona está bastante extendida por el Paleártico. Cría principalmente en Asia septentrional y Europa oriental, aunque también se encuentra de forma dispersa por Europa central, occidental y meridional, incluida la península ibérica. En el área de distribución europea su límite norte de cría son los 64 ° N; mientras que en los criaderos asiáticos llega a los 62 ° N. Su límite norte de distribución corresponde a la isoterma de julio 16 grados. La frontera sur de su área de distribución asiática es poco conocida. Se cree que el límite meridional está entre los 44 ° y 46 ° N.
Pasa el invierno en África y el sur de Asia, llegando hasta Nueva Guinea. Las bandadas empiezan a llegar a las zonas de invernada en julio y se completan las llegadas a finales de septiembre. Son especialmente numerosas durante los meses de invierno en el África occidental. En el delta del Senegal se congregan a veces más de 200.000 cercetas y en el delta del Níger pasan el invierno cerca de 100.000 ejemplares. Son áreas de invernada igualmente importantes los humedales de Hadejia-Nguru en el norte de Nigeria y los humedales del lago Chad. África es la zona de invernada de poblaciones de cercetas carretonas con área de reproductiva hasta 80 ° al este de los Urales. Estas poblaciones de patos primero se desplazan al suroeste de Italia y Francia y desde allí migran sobre el Mediterráneo hasta llegar más al sur del Sahara. Las poblaciones que crían en Europa Central se desplazan por la costa inicialmente hasta la península ibérica y Marruecos, y cruzan las montañas del Atlas hasta Senegal. Las cercetas carretonas de Europa parecen realizar su migración en bucle. El desplazamiento otoñal se produce principalmente vía Francia y España mientras que en primavera regresan principalmente a través del Mediterráneo central. Los estudios de aves anilladas muestran rutas migratorias parcialmente separadas según el periodo del año. Durante el invierno se quedan muy pocos ejemplares de cerceta carretona alrededor del Mediterráneo, salvo en los alrededores del cuenca del Nilo donde hay poblaciones invernantes estables.

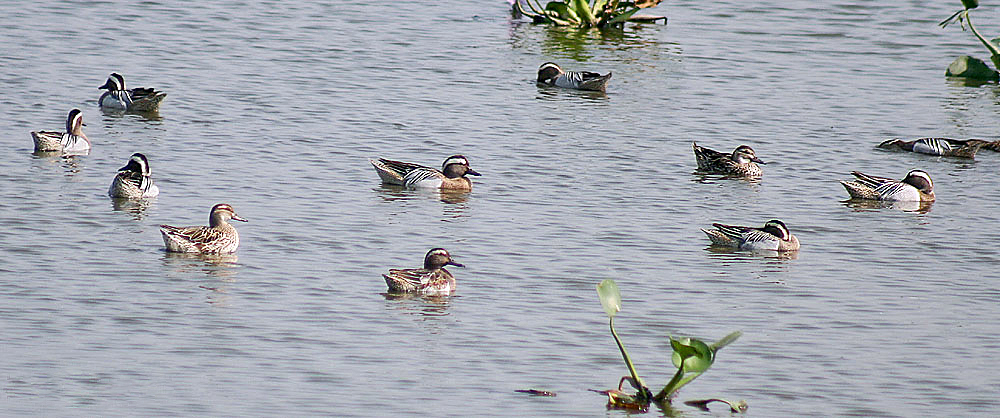
Las cercetas carretonas son gregarias solo en sus áreas de invernada. Grupo descansando y alimentándose en Kolkata, India.

Anualmente se registran pequeñas cantidades de cercetas carretonas divagantes en todo el continente australiano.
Su hábitat reproductivo son las aguas dulces someras y eutrofizadas, de regiones bajas. La cerceta carretona suele vivir en estanques y pantanos con una vegetación acuática variada y ricos en nutrientes. También puede vivir en canales y acequias ricas en vegetación o en prados inundados poco profundos. A menudo utiliza hábitats similares al pato cuchara. En invierno se mantienen en los lagos y las cuencas fluviales inundadas.

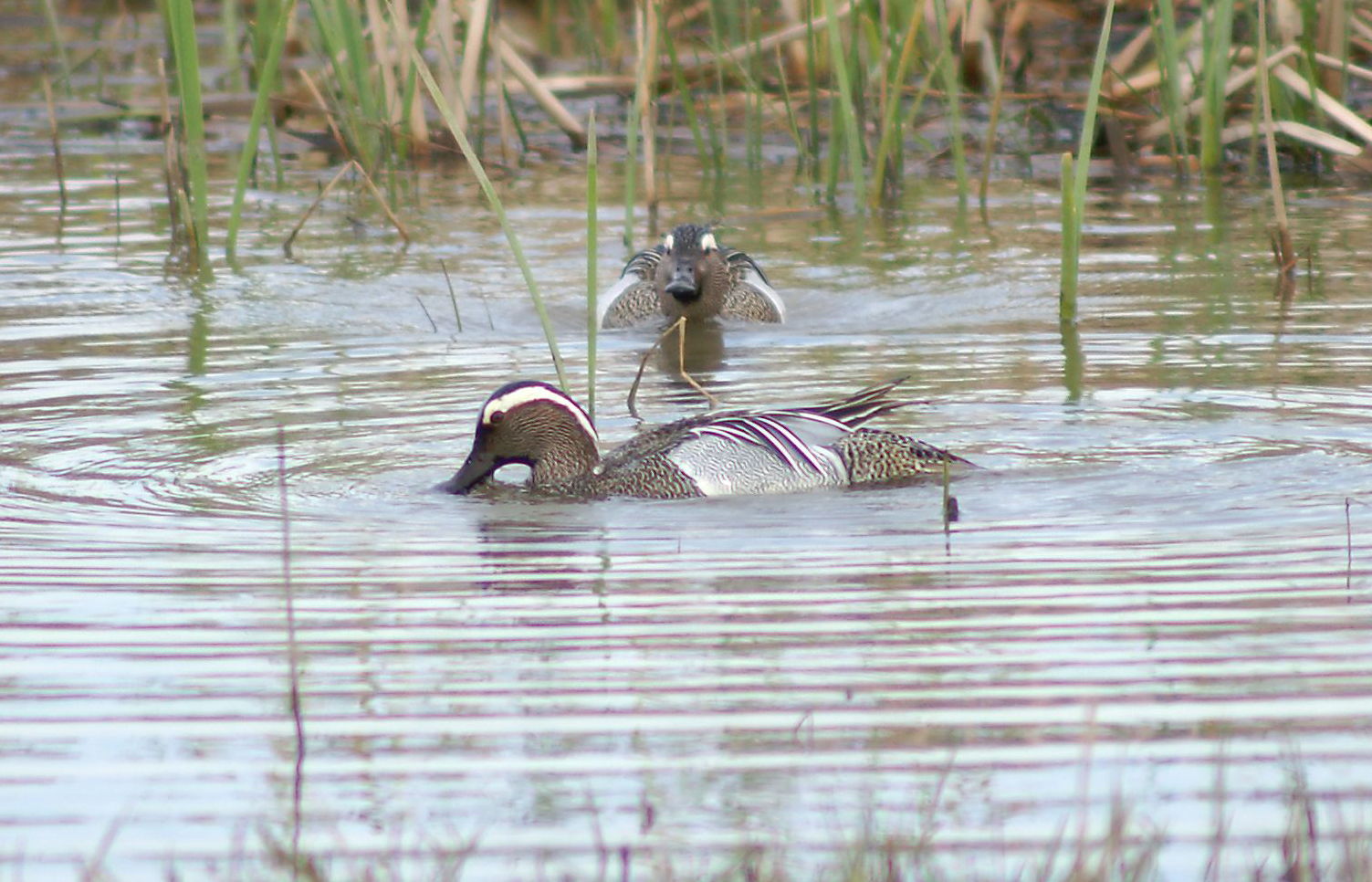
Suelen alimentarse en la superficie de aguas someras.

## Comportamiento

### Alimentación
La dieta de la cerceta carretona se compone de insectos, crustáceos, moluscos, semillas y plantas acuáticas, aunque prefieren alimentos de origen animal. Consigue su comida en la superficie o justo por debajo de ella, ya que raramente se sumerge. Para alimentarse suele nadar con el cuello estirado y metiendo parcialmente la cabeza en el agua.

### Reproducción

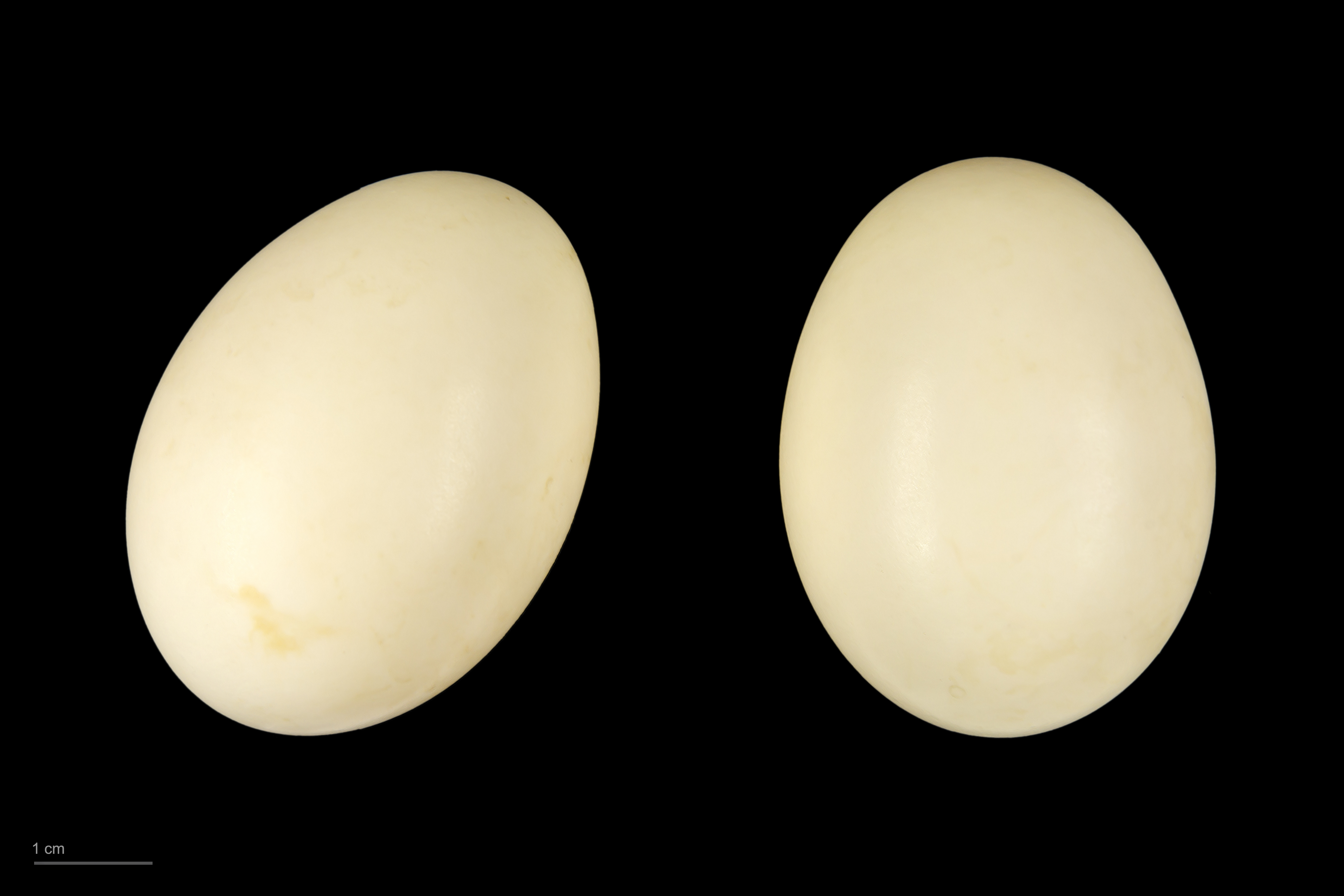
Spatula querquedula - MHNT

Aunque las cercetas carretonas son muy sociables y gregarias en sus áreas de invernada, en sus cuarteles de cría se muestran territoriales y las parejas ocupan en solitario territorios grandes. Este territorio es defendido con vehemencia frente a sus congéneres. 
La parada nupcial incluye movimientos de limpieza y de beber ritualizados. Los machos hacen gestos hacia atrás con la cabeza. Tocan con la punta del pico su parte posterior y luego apuntan hacia arriba. Este comportamiento de cortejo es muy poco frecuente entre los patos de superficie pero muy frecuente entre los patos buceadores.
El comienzo de la temporada de cría depende de región. En las regiones del sur de su área de distribución comienza en el mes de abril. Sin embargo, en las regiones del norte no empieza hasta finales de mayo. Para anidar las cercetas carretonas prefieren las orillas con vegetación densa cerca de aguas poco profundas. La cerceta carretona solo cría una nidada por año. El nido de la cerceta consiste en un hueco forrado con hierba y abajo bajo la vegetación espesa. La hembra pone de ocho a once huevos de color ocre o beige brillante que la hembra incuba durante 21 a 23 días. Los polluelos, que son precoces y siguen a su madre desde el primer día, tardan entre 35 y 42 días en desarrollarse.